# Taüst
Taüst (Tauste en castellà i nom oficial) és un municipi d'Aragó situat a la província de Saragossa i enquadrat a la comarca de Las Cinco Villas.
Al poble són celebrades la Setmana Santa, el Rosari de Cristall, el Dance de Taüst i el vot de Sant Miquel, les quatre considerades festes d'interés turístic d'Aragó.

## Personatges il·lustres
- Antonio Andrés (segles XIII-XIV), teòleg franciscà
- Gregorio López Raimundo, polític pertanyent al Partit Comunista d'Espanya
- Jaime Ortega y Olleta, militar carlí.